# Wellington (äpple)

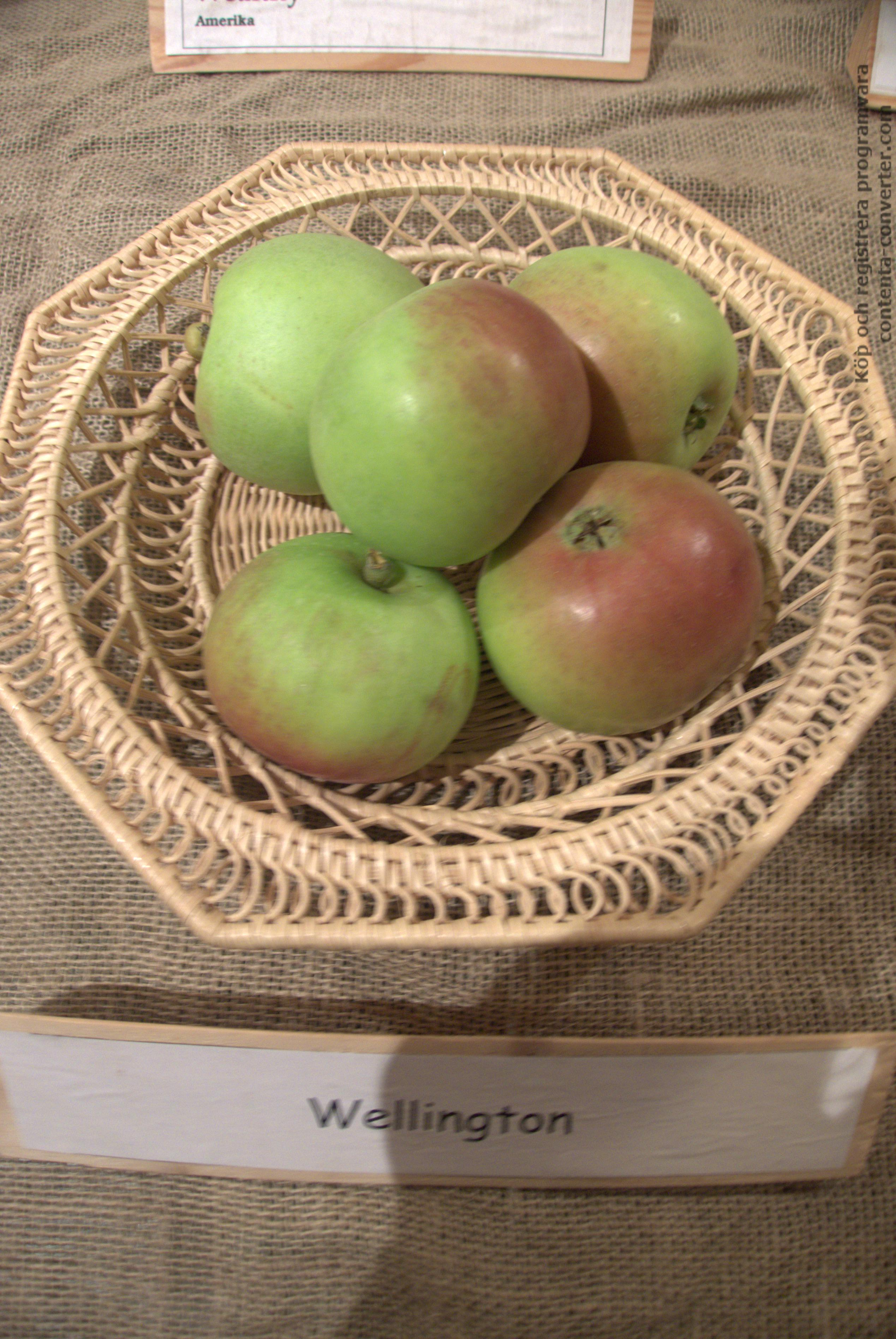
Wellington

Wellington är en äppelsort. Äpplet hette först Dumelow's Crab, men 1820 byttes namnet till Wellington.
Sorten började att säljas i Sverige år 1910 av Bissmark Plantskola i Halmstad.